# Vorhafen

Karte Bremen und Bremerhaven

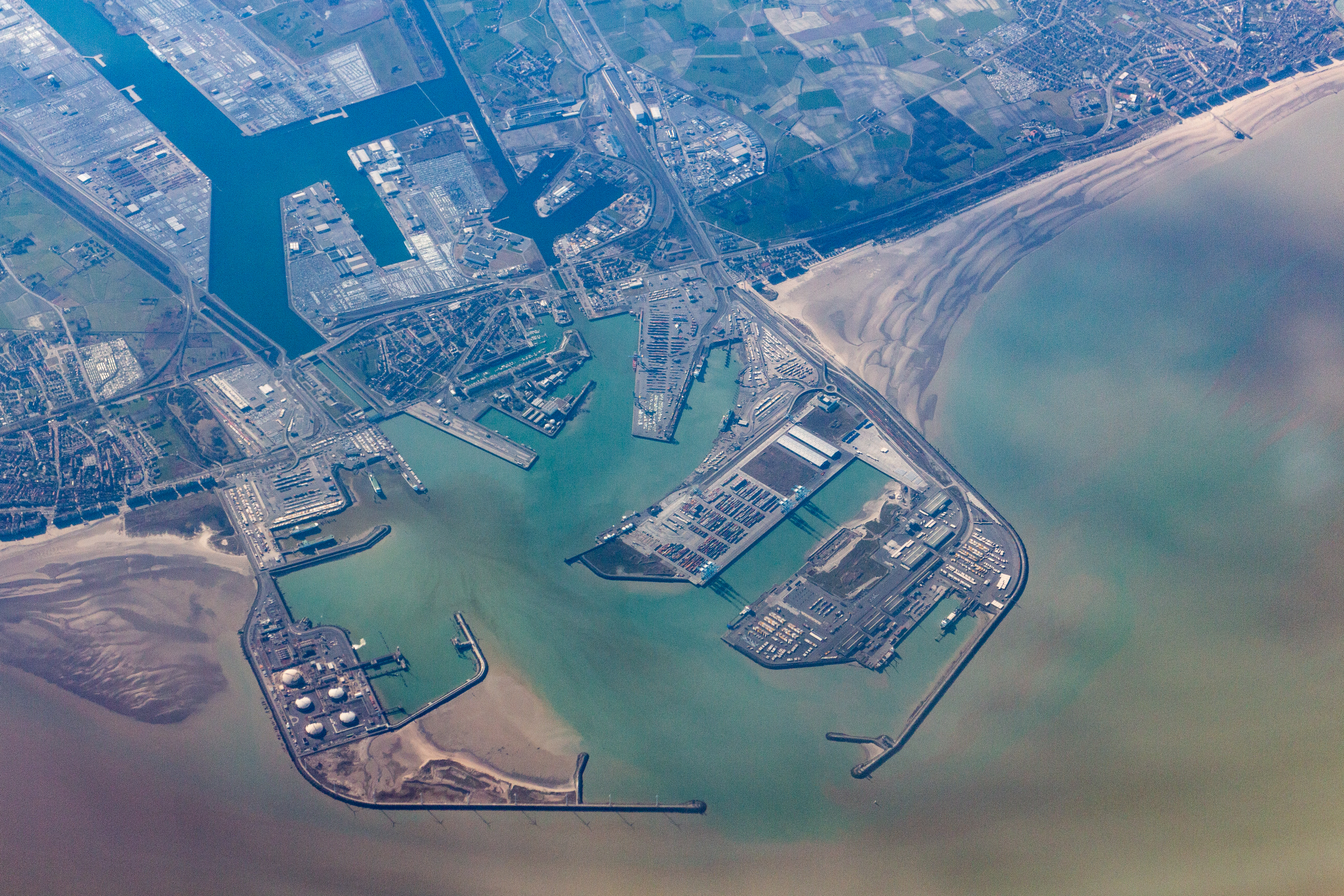
Hafen Seebrügge

Der Vorhafen ist ein Hafen an einer Flussmündung, der einem weiter flussaufwärts liegenden Seehafen vorgelagert ist. Daneben wird der Begriff auch verwendet für die Warte- und Anlegestellen von Schiffen vor Schleusen (siehe Schleusenvorhafen) oder für Wendestellen vor mehreren Hafenbecken.

## Großräumige Lage
Die bedeutenden historischen Seehäfen lagen stets möglichst weit landeinwärts, um gegen Raubüberfälle besser geschützt zu sein. Außerdem boten die alten Häfen einen besseren Anschluss an die Infrastruktur, um Waren und Personen in das Landesinnere zu transportieren. So entstanden Hansestädte wie beispielsweise Hamburg, Bremen und Lübeck oder die großen europäischen Hafenstädte wie Amsterdam und London.
Das Anwachsen der Schiffsgröße, die die Navigation auf der Zufahrt im Fluss erschwert, brachte den Vorhäfen mit der Zeit eine größere Bedeutung und ein stärkeres Wachstum. Dies wird am Hafen in Bremerhaven sehr deutlich, bei dem der Vorhafencharakter schon im Namen enthalten ist. Gleiches gilt für Travemünde als Vorhafen von Lübeck und weitere ehemalige deutsche Hansestädte an der Ostsee wie Stettin mit Swinemünde oder Königsberg mit Pillau. Im Gegensatz dazu konnte Cuxhaven als Vorhafen von Hamburg nie der Hansestadt den Rang ablaufen. Zumal auch das Projekt des Tiefwasserhafens an der Scharhörnplate vor Cuxhaven nicht realisiert werden konnte.
Ein weiterer Grund für das Absinken der Bedeutung eines Seehafens im Binnenland ist die Verlandung oder Versandung des alten Hafens. So geschehen beispielsweise in Brügge, wo der Ausbau von Seebrügge den alten Hafen in die Bedeutungslosigkeit absinken ließ. Die bessere verkehrstechnische Erschließung und Anbindung der Vorhäfen erzeugte weiteres Wachstum. Hinzu kommen die meist besseren Möglichkeiten für flächenmäßige Erweiterungen oder auch Vertiefungen. Gutes Beispiel ist Hoek van Holland als Vorhafen zu Rotterdam, wo durch den Ausbau der Maasvlakte einer der bedeutendsten Tiefwasserhäfen in Europa entstanden ist.
Der beschränkte Platz der traditionellen Seehäfen mit vielen Hafenbecken auf kleinem Raum und nur schmalen Kai- und Lagerflächen dazwischen bieten kein Entwicklungspotential für die anwachsende Containerschifffahrt. Aus diesem Grund wurden die Londoner Häfen an der Themse aufgegeben und der Ausbau des Vorhafens in Tilbury an der Mündung erhielt den Vorzug.
Auch in der Passagierschifffahrt haben Vorhäfen eine größere Bedeutung gewonnen, da durch eine verkürzte Anfahrt für die Passagiere mehr Zeit für Ausflüge zur Verfügung steht. Ein Beispiel ist Warnemünde als Vorhafen zu Rostock oder in den Niederlanden, wo in IJmuiden die Zeit zur Schleusung in den Nordseekanal und die langsame Kanalfahrt zum Hafen Amsterdam eingespart werden kann.

## Lokale Vorhäfen

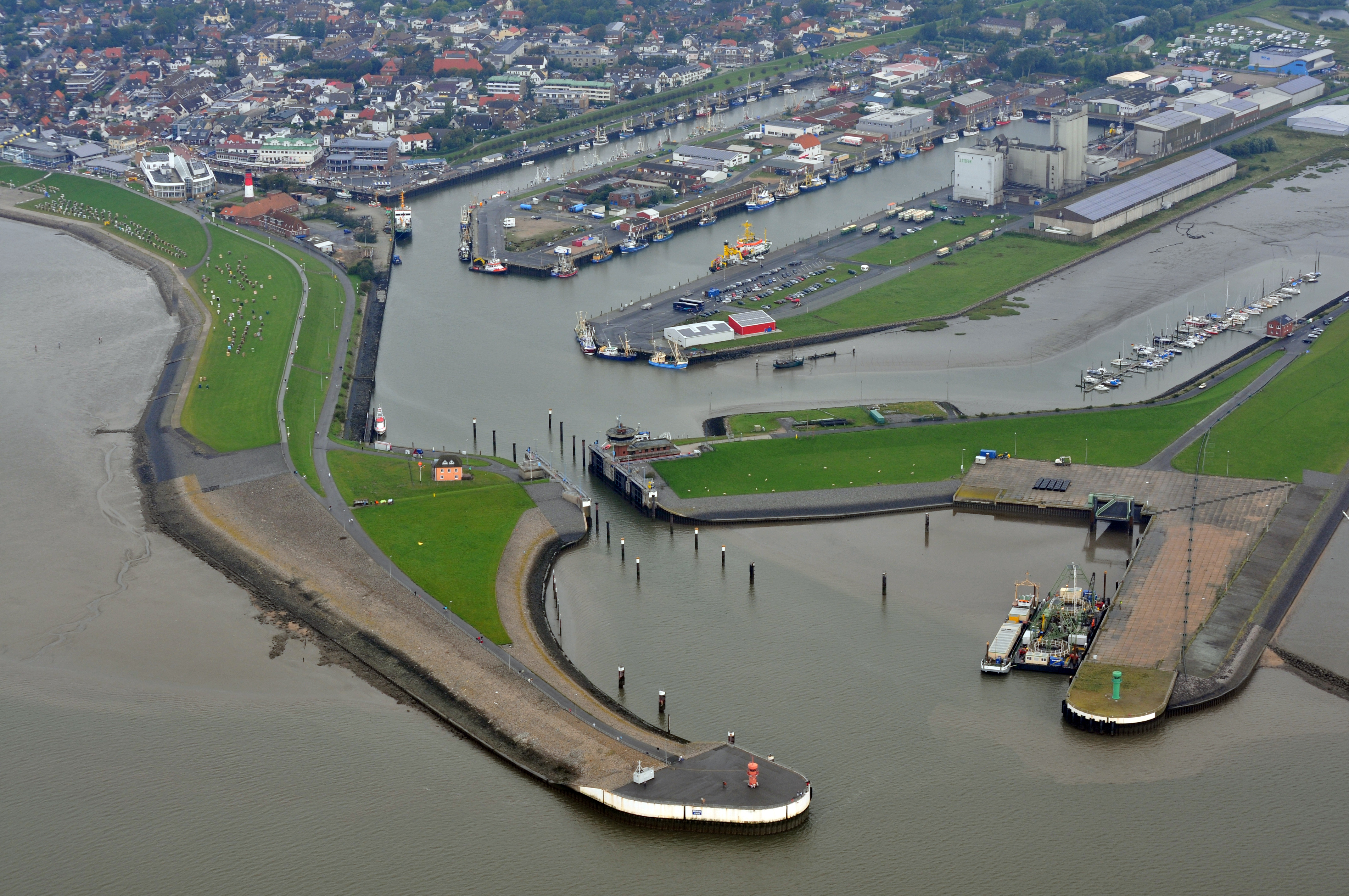
Vorhafen Büsum

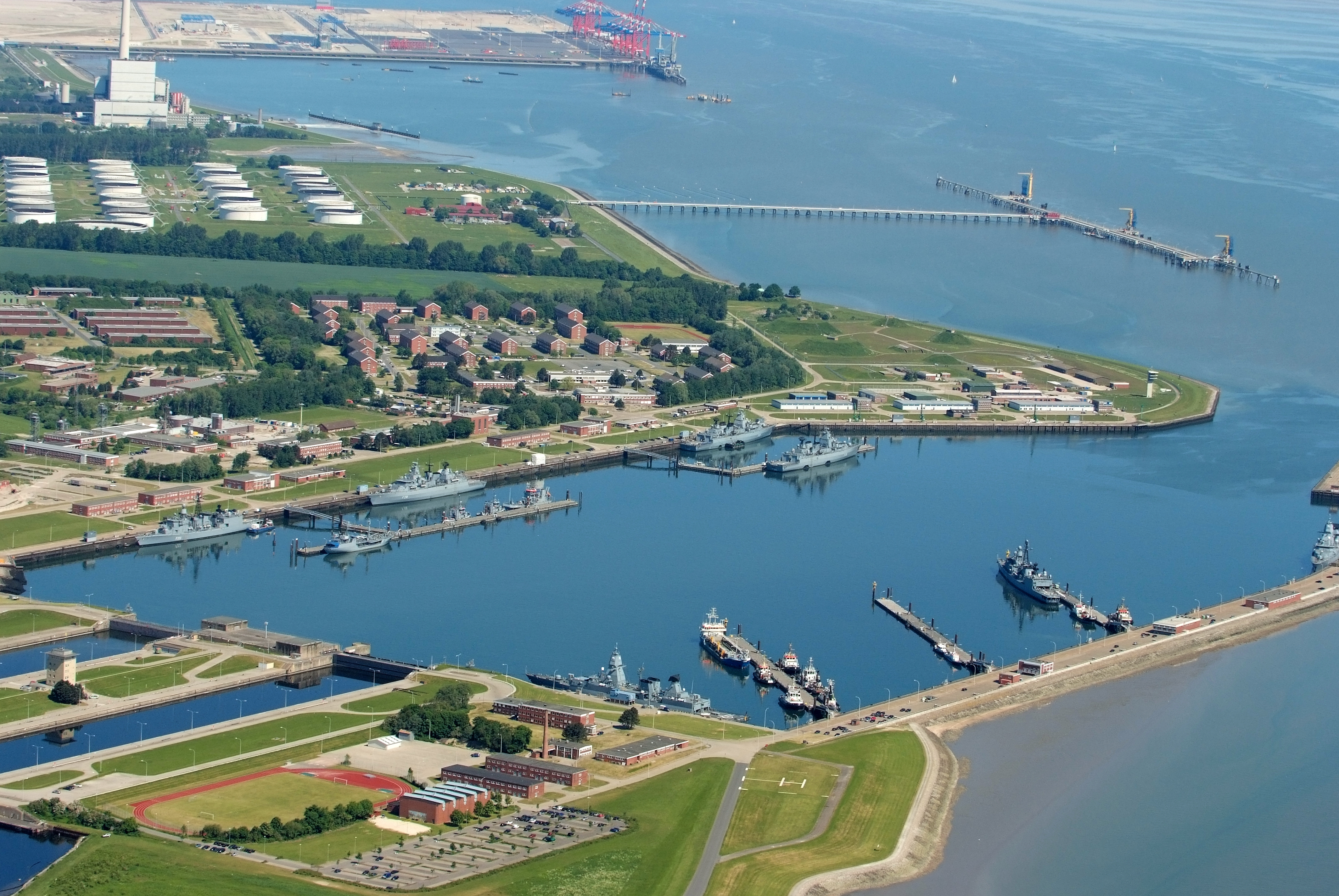
Neuer Vorhafen Wilhelmshaven

Auch in den Seehäfen gibt es lokal Vorhäfen wie beispielsweise am Tollerort in Hamburg. An der Zufahrt zu den Hafenumschlagsflächen in Steinwerder ist damit Platz für Wendemanöver. Bei der Anlage von Häfen an der Küste werden zum Schutz der Zufahrt und des Hafens Molen ins Meer gebaut. Im Schutzbereich der Molen entsteht damit ein Vorhafen zum Wenden, als Wartebereich vor dem eigentlichen Hafen oder als Schutzhafen bei widrigen Wetter- und Seegangsbedingungen.
Viele Häfen an der Küste haben tidebedingt einen Dockhafen, der durch eine Schleuse oder ein Sperrwerk abgetrennt ist. Im Vorfeld der Seeschleuse muss ein Vorhafen angelegt werden, damit die Schiffe vor Einfahrt in die Schleuse anlegen können, wie z. B. in Emden oder Leer. In Büsum existiert vor dem Sperrwerk ein von Molen umschlossener Vor- und Schutzhafen, da bei höheren Flutwasserständen und Sturmflut die Tore geschlossen werden. Wilhelmshaven besitzt einen sehr großen „Neuen Vorhafen“ am Marinestützpunkt Heppenser Groden vor der Seeschleuse Wilhelmshaven. Als ein von den Gezeiten unabhängiger Vorhafen dient er den Fregatten und Versorgungsschiffen der Deutschen Marine als Basishafen mit der Möglichkeit des sofortigen Auslaufens.
Auch die kleineren Häfen im Küstenbereich besitzen Vorhäfen, wo Schiffe wenden oder Zuflucht suchen können. Daneben dienen sie den Segelbooten zum Anlegen, um die Segel zu bergen oder zu setzen.

## Binnenhäfen

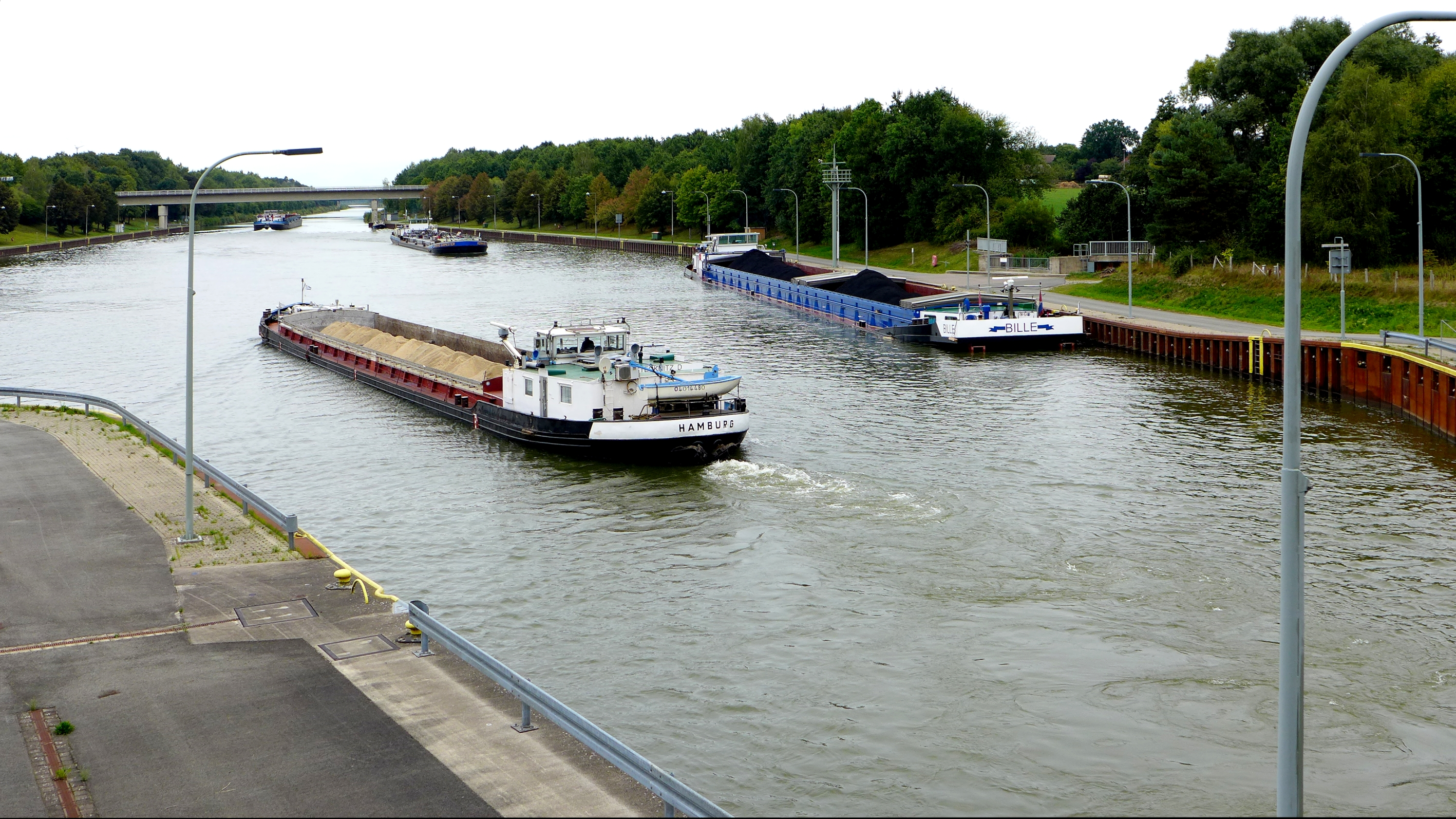
Vorhafen Schleuse Uelzen

Im Binnenland finden sich Vorhäfen vor allen Schleusen und Hebewerken, die die Kanäle und Flüsse untereinander verbinden. Der Vorhafenbereich ist zum Festmachen, Einordnen und Warten von Fahrzeugen sowie zum Zusammenstellen und Auflösen von Schubverbänden vorgesehen.